# کارل پففر ویلدنبروخ
کارل پففر ویلدنبروخ (به آلمانی: Karl Pfeffer-Wildenbruch) (زاده ۱۲ ژوئن ۱۸۸۸، مرگ ۲۹ ژانویه ۱۹۷۱) یک ژنرال آلمانی در دوره رایش سوم و از ۸ سپتامبر ۱۹۴۰ تا ۱۰ نوامبر ۱۹۴۰ فرمانده لشکر چهارم زرهی اس‌اس بود.